# Villa L'Arrigo
Villa l'Arrigo (o villa Arrighi) situata nel comune di Scandicci, domina, dall'incrocio di via dell'Arrigo e via di Legnaia dove è situata, la valle dell'Arno.

## Storia
La storia della proprietà è controversa. Romeo (vedi bibliografia) attribuisce la costruzione agli stessi Arrighi (1400 circa) che l'avrebbero ceduta a un certo Tommaso di Tommaso. Successivamente la proprietà sarebbe passata ai Doffi, quindi ai frati di San Giovanni dei Cavalieri, per poi ritornare nel 1637 alla famiglia Arrighi secondo  quanto dice il Carocci e riportato da Lamberini (vedi bibliografia). Quest'ultima tuttavia mette in discussione la stessa affermazione riportata, per la presenza, nel cortile della villa, di una lapide che attribuisce alcuni restauri ad Alberto Arrighi nel 1595; attorno al 1920 la villa passò poi ai Malenotti. 

## Architettura
La villa posa su un alto muro rettangolare e, nella coincidenza della curva della strada sottostante, si può notare lo stemma degli Arrighi. Da via delle croci si apre l'ingresso sul giardino che confina con un corpo di fabbrica con loggia e tre archi a botte con due finestre ai lati. Continuando si entra nel cortile nel  quale è situata la lapide sopra menzionata. Appena entrati nel corridoio seguente è possibile notare uno stemma ligneo con due stemmi uno dei quali non è identificato mentre il secondo è quello degli Arrighi. Nella sala rossa è presente un soffitto con fondo rosa e con ghirlande di fiori. Imponente doveva essere la torre, o comunque la struttura fortificata di un tempo, che,  adesso inglobata nella costruzione, presenta muri spessi circa un metro. Tale parte più antica è stata sfruttata per ospitare le scale per accedere ai piani superiori. La parte più alta della costruzione, scala in legno, merlatura  e loggetta è  opera di recenti restauri.  
Sul retro si accede alla villa  attraverso un arco. La presenza di una terrazza-giardino permette una visione panoramica molto ampia. Ampia è anche la cantina sottostante e le gallerie sotterranee che la tradizione vuole collegassero il castello di Mosciano, oggi non più esistente.